# Nymphes des bois
Nymphes des bois, anche nota come La Déploration de Johannes Ockeghem, è un lamento composto da Josquin des Prez in occasione della morte di Johannes Ockeghem nel febbraio 1497. Il pezzo, basato su un poema di Jean Molinet e comprendente il testo funebre Requiem Aeternam come cantus firmus, è scritto a cinque voci. Nella prima delle sue due parti Josquin simula abilmente lo stile contrappuntistico di Ockeghem; mentre nella seconda parte si contraddistingue a livello stilistico ed inserisce, nel testo, la citazione dei principali allievi del maestro commemorato. Questa è una delle opere più conosciute di Josquin, e spesso considerata uno dei più inquietanti e commoventi memoriali mai scritti.
Testo originale:
[ Requiem aeternam dona eis Domine

et lux perpetua luceat eis ]

Nymphes des bois, deesses des fontaines,

Chantres expers de toutes nations,

Changes vos voix fors claires et haultaines

En cris trenchans et lamentations,

Car Atropos tres terrible satrappe

Votre Ockeghem atrappe en sa trappe,

Vray tresorier de musiqe et chef doeuvre,

Doct elegant de corps et non point trappe,

Grant domaige est que la terre le couvre.

Acoultres vous dhabis de deuil,

Josquin Perchon Brumel Compere,

Et ploures grosses larmes doeul,

Perdu aves votre bon pere.

Requiescat in pace.

Amen.